# Nusrat al-Din
Nuṣrat al-Dīn detto Amīr Amirān (in arabo نصرة الدين أمير أميران‎?, Nuṣrat al-Dīn Amīr Amirān; ... – 1164 circa) fu governatore di Ḥarran dal 1146 al 1164 circa.
Figlio terzogenito di Zengi, amministrò Ḥarran dopo la morte di suo padre, come subordinato di suo fratello Norandino.

## Biografia

### Origini

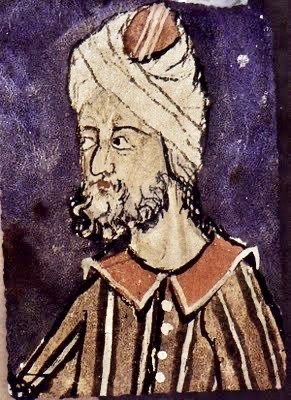
ʿImād al-Dīn Zengī, padre di Norandino e di Nuṣrat al-Dīn

Nuṣrat al-Dīn - che sarà soprannominato alla persiana "Amīr Amīrān", ossia "Comandante dei Comandanti" - era imparentato con i turchi selgiuchidi, in quanto suo nonno paterno era Āq Sunqur al-Ḥājib. Quest'ultimo ricoprì la carica di atabeg (governatore) di Aleppo sotto il sultano Malik Shāh I, di cui ne fu peraltro stretto collaboratore e confidente.
Suo padre Zengi, da cui viene il nome della sua dinastia (Zengidi), divenne generale militare e servì vari governatori di Mosul, accompagnandoli nelle loro battaglie. Nel 1126 divenne atābeg di Baghdad e dell'Iraq, mentre assunse il ruolo di atābeg di Mosul nell'anno successivo. Da quel momento, egli riuscì ad annettere varie città, tra cui Hama, Amida, Kafartab, Buza'ah (nel nord della Siria), Atarib, Saruj e, a Oriente, alcune città situate lungo il fiume Eufrate. Nel 1144, Zengi si impossessò della città di Edessa, situata lungo la rotta tra Mosul e Aleppo, sottratta ai Franchi a seguito di un veloce assedio.

### Anni successivi alla morte di Zengi
Nuṣrat al-Dīn era il terzogenito dell'atābeg Zengi e di una madre il cui nome non ci è noto, e fratello minore di Sayf al-Dīn Ghāzī I e Nūr al-Dīn (divenuto noto nelle fonti occidentali come Norandino). Le fonti storiche non menzionano alcuna informazione a proposito dei primi anni di vita di Sayf al-Dīn. 
La prima volta in cui compare nelle fonti è nel 1146, in occasione della morte del padre. Nell'estate di quell'epoca, con Norandino al seguito, Zengi condusse il suo esercito verso sud, al castello di Qal'at Ja'bar, sulla strada che conduceva dall'Eufrate a Damasco, dove il signore arabo locale rifiutava di riconoscerlo come sovrano. Il 14 settembre, a seguito di un alterco con uno schiavo, Zengi fu assassinato da un eunuco mentre giaceva ubriaco nel suo letto. La sua improvvisa scomparsa «fu accolta con gioia da tutti i nemici, i quali speravano che le dispute dinastiche, conseguenza normale della morte dei principi musulmani, avrebbero sfasciato il suo reame». Mentre il cadavere non era ancora stato tumulato, Sayf al-Dīn, il già citato figlio primogenito, si precipitò a Mosul per impadronirsi del governo sulla città e di quanto si trovava in Iraq e nella Mesopotamia settentrionale. Norandino, strappato dal dito del cadavere l'anello, simbolo del potere, corse in tutta fretta ad assicurarsi la porzione occidentale delle terre di Zengi, la quale includeva le ricche città di Edessa e Aleppo. In quest'ultima località si fece proclamare signore dal comandante curdo Shīrkūh. La divisione del regno spinse gli avversari di Zengi ad approfittare del momento di caos, poiché a sud le truppe del governatore di Damasco, Muʿīn al-Dīn Unur (ovvero Önör), rioccuparono Baalbek e resero propri vassalli i governatori di Homs e Hama; a oriente, il selgiuchide Alp Arslan ibn Mahmud tentò invano di riprendere il potere, mentre gli Ortoqidi di Amida si reinsediarono nelle città sottratte da Zengi; nel centro, Raimondo di Antiochia condusse un'incursione fino sotto le mura di Aleppo, mentre Joscelin II, destituito da Edessa avviava i preparati per riconquistarla.

### Signore di Harran
Nuṣrat al-Dīn fu dal 1146 ad Harran, dove accettò di subordinarsi a Norandino.
Nell'ottobre del 1157, Norandino cadde gravemente ammalato. Sentendosi morire, insistette affinché fosse trasportato in lettiga ad Aleppo, dove fece testamento. Secondo le sue ultime volontà, Nuṣrat al-Dīn avrebbe dovuto subentrargli in ogni suo dominio, mentre il generale curdo Shirkuh avrebbe governato Damasco sotto la sovranità di lui. Quando tuttavia Nuṣrat al-Dīn fece il suo ingresso ad Aleppo per prendere in consegna l'eredità, incontrò l'opposizione del governatore locale Ibn al-Dāya. Nuṣrat al-Dīn tentò allora di fare il suo ingresso con la forza di Aleppo. I tumulti cittadini che ne seguirono si quietarono soltanto quando i notabili di Aleppo vennero convocati al capezzale del loro principe e constatarono che era ancora in vita, poiché dopo qualche mese si stava riprendendo dalla malattia.
Quando Norandino guarì definitivamente, si riconciliò con il fratello Nuṣrat al-Dīn e fece ritorno a Damasco nell'aprile del 1158. I rapporti tra i due tornarono buoni e Norandino fu accompagnato da Nuṣrat al-Dīn in varie sue campagne, perdendo la vita per mano dei crociati quando fu ferito da una freccia durante l'assedio del castello di Baniyas.

### Esplicative
1. ↑  Con tale nome erano indistintamente noti i Crociati europei occidentali che si recavano per partecipare alle guerre contro i musulmani in Terra santa.

### Bibliografiche
1. ↑  (EN) Timothy Venning e Peter Frankopan, A Chronology of the Crusades, Routledge, 2015,  p. 129, ISBN 978-13-17-49642-7.
2. 1 2 3  Runciman (2005), p. 485.
3. ↑  Cfr. Nikita Elisséeff, Nūr ad-Dīn – Un grand prince musulman e Syrie au temps des Croisades (511-569 H./1118-1174), 3 voll., Damasco, Institut Français de Damas, 1967.
4. ↑  Murray (2006), p. 1293.
5. ↑  Murray (2006), pp. 1293-1294.
6. 1 2 3 4 5 6  Murray (2006), p. 892.
7. 1 2 3  Runciman (2005), p. 481.
8. ↑  Runciman (2005), pp. 481-482.
9. ↑  Runciman (2005), p. 482.
10. ↑  Richard (1999), p. 250.
11. 1 2 3 4 5  Runciman (2005), p. 573.